# Episodi di Lou Grant (quarta stagione)
La quarta stagione della serie televisiva Lou Grant è stata trasmessa in anteprima negli Stati Uniti d'America dalla CBS tra il 22 settembre 1980 e il 4 maggio 1981.
| nº | Titolo originale | Titolo italiano | Prima TV USA      | Prima TV Italia |
| -- | ---------------- | --------------- | ----------------- | --------------- |
| 1  | Nightside        |                 | 22 settembre 1980 |                 |
| 2  | Harassment       |                 | 29 settembre 1980 |                 |
| 3  | Pack             |                 | 27 ottobre 1980   |                 |
| 4  | Sting            |                 | 17 novembre 1980  |                 |
| 5  | Goop             |                 | 24 novembre 1980  |                 |
| 6  | Libel            |                 | 8 dicembre 1980   |                 |
| 7  | Streets          |                 | 15 dicembre 1980  |                 |
| 8  | Catch            |                 | 5 gennaio 1981    |                 |
| 9  | Rape             |                 | 12 gennaio 1981   |                 |
| 10 | Boomerang        |                 | 19 gennaio 1981   |                 |
| 11 | Generations      |                 | 26 gennaio 1981   |                 |
| 12 | Search           |                 | 9 febbraio 1981   |                 |
| 13 | Strike           |                 | 16 febbraio 1981  |                 |
| 14 | Survival         |                 | 23 febbraio 1981  |                 |
| 15 | Venice           |                 | 9 marzo 1981      |                 |
| 16 | Campesinos       |                 | 16 marzo 1981     |                 |
| 17 | Business         |                 | 23 marzo 1981     |                 |
| 18 | Violence         |                 | 6 aprile 1981     |                 |
| 19 | Depression       |                 | 13 aprile 1981    |                 |
| 20 | Stroke           |                 | 4 maggio 1981     |                 |